# 三劍客 (電視劇)
《三劍客》（韓語：삼총사）為韓國tvN於2014年8月17日播出的古裝劇，耗資100億韓元製作。由《仁顯皇后的男人》、《Nine：九回時間旅行》的金炳秀導演及宋在貞作家再度合作打造，改編自法國作家大仲馬的小說《三劍客》，講述昭顯世子（李陣郁飾）與他的護衛武士以及清寒兩班家庭出身的江原道武士（鄭容和飾）在朝鮮和明清交替期的中國之活躍事跡。本劇原本是以多季制籌畫的，導演金炳秀原本打算以12個故事構成3個季度的劇集，卻因第一季收視未達到預期，最後製作公司決定將不再製作第二、三季。
香港觀眾可通過於Viu免費觀看。

## 演員陣容

### 主要人物
| 演員   | 角色                          | 介紹 | 原著         | 粵語配音 |
| 鄭容和 | 朴達鄉 （青年：朴昌儀）       | 貧窮出身，單純明朗性格的熱血武士。 「現在，朴達鄉的時代即將到來。」 刨除固執和自尊心後就是屍體的江陵朴氏，不僅僅是血統，連母親身上沒頭沒尾的樂天性格都完全承襲下來。從好的方面來說是具勇猛上進、意志強悍等將帥之才的天生的武士；說不好聽的話，就是脾氣倔強的土包子。在愛情方面也是橫衝直撞勇往直前的憨直性格，相信小時候短暫相遇過的少女玧瑞是他畢生的命運，為了和這個女孩結親，數年來不間斷的磨練武藝。終於在五年之後，來到漢陽挑戰武舉！但是那個命運般的初戀玧瑞，卻成為了可望不可及的一國世子妃…                                            | 達太安       | 趙錦標   |
| 李陣郁 | 昭顯世子 （青年：池殷成）     | 溫柔的微笑下隱藏著冷靜的霸氣，三劍客的領袖。 「和我一起去吧。去守護這個國家朝鮮。」 11歲時父親通過撥亂反正登上王位，他晚晚地才進入宮中。由於小時候在宮外度過的緣故，熟悉了自由生活方式的他，即使成為了世子以後也喜歡和像許勝圃這樣的竹馬之交在一起，並且把僧人出身的安珉瑞選為護衛武士，行為方式和以往的王世子略有不同。總是悠閒從容、喜歡開玩笑並且態度親切溫和，在下人之間擁有超高的人氣，但是和外表截然不同的是有著冷靜沉著的內心。比起正面衝突更喜歡在背後下圈套和使用密探的謀略家。對初戀美寧的傷處很深，無法把自己的心交給其餘任何女人。 | 阿多斯       | 楊智聰   |
| 梁東根 | 許勝圃 （童年：김주승）       | 擁有輕浮口條和沉穩槍法的風流武士。 「『三劍客』…我很喜歡！感覺能成為朋友呢~」 作為護衛世子的世子翊衛司，不僅劍術，槍法也很出眾。身為當代最優秀的武將家族的子孫，是從小就和昭顯一起學習知識練習劍術的竹馬之交。不管是誰都先毫無顧忌的對待然後成為朋友，滑頭滑腦的性格充滿自信甚至有些傲氣。從他魁武的體格裡爆發出來威氣逼人的武藝，只要一張嘴就能獨自說個沒日沒夜的絢爛口才，不分男女老少的人氣，看起來不缺什麼的他唯一的弱點就是他的妻子。因為害怕比自己身形更大、力氣更強壯的妻子連家都不怎麼回。不對，是不回去。                             | 波爾多斯     | 楊耀泰   |
| 丁海寅 | 安珉瑞 （童年：이주찬）       | 本意並非融化女心的真摯的花武士。 「我只是在侍奉邸下的期間奉命行事而已。」 僧人出身的世子翊衛司。丁卯胡亂時期作為義兵活動時，和昭顯結下緣分成為武官，夢想是和平時代來臨後回到寺廟。是個有著比女人更光滑的皮膚和美麗的外貌，受到了當代眾多妓生們集齊一身的單戀，但是對誰也不輕易投入視線的高傲男。心思繁雜的話就念起佛經代替酒，如果不是國家安危的話絕不殺生是他的原則。即使和勝圃完全沒有任何交集，但是兩人能成為親近的朋友這件事是個謎。對既沒有財力也沒有關係的農村出身的達鄉感到很相似，暗地裡精心的照顧著他。                               | 阿拉密斯     | 伍博民   |
| 徐玄振 | 姜玧瑞 （青年：朴昭英）       | 成為世子妃的達鄉情書中的初戀。 「我是絕對不會嫁給其他男人的，我等你。」 既是昭顯的妻子也是達鄉的初戀，對在小時候曾經短暫逗留過的鄉下見過的達鄉一見鍾情，甚至主動提出等他武科及第就和他結婚，曾是個性格剛直爽朗的少女。但是與自己的意願完全無關，她被揀擇爲世子妃，進入了森嚴的宮中，天生開朗、唐突的性格也跟著深埋心底，只能壓抑自己安靜度日。丈夫昭顯甚至未在心中留一角給自己，一直是公事公辦的態度，為此更加的孤單疲憊。突然某一天，武科及第的初戀達鄉，堂堂正正地出現在自己面前……                                                           | 奥地利的安妮 |          |
| 柳仁英 | 香善／尹美寧 （青年：韓恩書） | 蠱惑人心卻又帶毒的百合，世子的初戀。 「因為愛上世子的罪，我失去了所有。」 禮曹判書尹毅立的女兒，擁有足以吸引所有男人視線的出眾美貌和魅力。小時候對偶然邂逅的昭顯一見鍾情，但是因爲一個致命性的祕密，她的人生變成了一場悲劇。被愛情矇蔽雙眼的她為了成爲世子妃，而犯下了不可挽回的錯誤，因此最終被昭顯拋棄，逃到了後金。然後某天，爲了報復徹底奪走自己人生的昭顯，再次回到了漢陽... | 米萊狄       | 王夢華   |

### 朝廷人物
| 演員   | 角色     | 介紹 | 原著     | 粵語配音 |
| 金明洙 | 朝鮮仁祖 | 朝鮮的第十六代王，昭顯世子的父親。 「這宮中，為何就沒有一個可以交心的人呢？！」 朝鮮第十六代王，雖然通過撥亂反正推翻了光海君，登上了王位，但他的人生不過是連續的苦難和羞恥，由於撥亂反正功臣李适之亂，他不得不離開漢陽避難，又在丁卯胡亂和丙子胡亂中戰敗，在原本稱之為夷狄的後金面前受盡屈辱。百姓對這個隨時都會走上逃難之路的卑鄙國君極其厭惡，功臣們又試圖控制王，在這種情況下，天性敏感又多疑的他越發變得神經質與不安，最終不再相信任何人，被可怕的妄想所折磨。對那個和自己不同，謹慎而又賢明的兒子昭顯還有幾分信任，可連這點信任也漸漸產生了裂痕。 | 路易十三 | 黃志成   |
| 朴英奎 | 金自點   | 掌握朝鮮權力肆意妄為的當代權貴。 「朝鮮的權力是在我手中造就的，日後也必須掌握在我手裡。」 讓仁祖反正成功的第一大功臣，是當代擁有著最大權力和財務的掌權者。作為一個口才出眾的智謀家，他認為王朝只不過是用以保持自身權力的工具罷了，從未想過要為王朝犧牲。讓世世代代都能站在王之上，這反而才是他所追求的目標，因此他一下投靠明國，一下投靠清國，縝密地構築著自己的勢力。他看出昭顯和懦弱的仁祖不同，是個抱負深遠的帝王之才，雖然試圖將昭顯納入自己這邊，但卻未能如願。                                                                                   | 黎希留   | 李家傑   |
| 全盧民 | 崔鳴吉   | 成為達鄉和三劍客堅實後盾的老師。 「你會如何守護這個國家？」 丙子胡亂時期主導強化的主和派代表人物。在功臣們的派系鬥爭激烈，對清國採取敵對態度的斥和派佔據上風的時期，作為合理且理性的實利主義者，他經常引導著正反合的意見，受到百姓的尊敬。在理性的實利主義這一點，與昭顯頗有共鳴，每當國家處於危機之中時，總會志同道合，如堅實的父親般從頭到尾都在背後支持著達鄉和三劍客。與同為反正功臣的金自點一直處在不相交的平行線上，也是一生的競爭對手，互相都是對方想要除掉的第一順位。                                                                         | 特雷維爾 |          |
| 金基茂 | 具內官   | 從昭顯世子小時候就在一旁服侍的內官。 | 格里莫   |          |
| 韓敏   | 貞明公主 | |          |          |
| 孫光業 |          | |          |          |
| 金法來 | 尹正好   | 吏曹判書。 |          |          |

### 朝鮮的威脅
| 演員   | 角色   | 介紹 | 原著         |
| 金成珉 | 龍骨大 | 讓朝鮮人民懼怕的勇猛敵將，清國最高的武官。 「後金在此時與朝鮮開戰就是魯莽的浪費戰力。」 滿語名為他塔喇英俄爾岱，是勇猛無雙的騎兵出身的軍人，同時也是專門負責與朝鮮外交的清國談判家。丙子胡亂時，他率領了二十萬大軍主導戰爭，是個連名字都能讓朝鮮百姓瑟瑟發抖、比惡魔還可怕的人物。仁祖和朝廷大臣會對這樣的龍骨大咬牙切齒般憎恨，並將其當成是國家的仇人也是理所當然，他對於朝鮮人也毫無同情和理解，但在結識了昭顯世子一行人後，他開始改變了對朝鮮的認識。 | 白金漢公爵   |
| 朴城民 | 路秀   | 只相信錢而追逐的冷酷劍客。 「早知道是世子，就該一劍了結他的命。」 朝鮮實力頂尖的劍客。天生喜歡見血，不相信國家、理念和愛情，一直以來只追逐著金錢，只要給錢，連這個國家的王甚至世子都能一舉拿下，是個無所畏懼的人物。雖然現在受美寧僱用，但如果出現願意給更多錢的人，他隨時都能跟隨。他的過去和背景完全籠罩在神祕面紗之下，和金自點、美寧同為一派，站在昭顯一方的對立面，尤其和達鄉是一生的宿敵，將劍鋒直指達鄉到最後。                                   | 羅什福爾伯爵 |
| 金瑞慶 | 馬夫大 | 後金使臣團之一，龍骨大的將領。 |              |

### 其他人物
| 演員   | 角色       | 介紹 | 原著   |
| 李燋   | 板生       | 可愛的小吐槽，達鄉的僕人。 「我現在可絕對、絕對不是因為討厭伺候大人才逃走的哦！」 原本是勝圃的僕人，因為勝圃將自己送給了達鄉，於是就變成在伺候達鄉了。原本在家境富裕的勝圃家也算是過得風光自在，可一夕之間就淪為了土包子家的僕人，一想到自己薄福的八字，眼淚就止不住地流。因為嘴裡存不住話的率直性格，即便在達鄉面前也總是嘀嘀咕咕地抱不平，不過隨著時間流逝，他也開始變得真心地尊敬達鄉，並從物質和精神上給予幫助。但本身膽小懦弱，只要一見血就會暈倒，別提幫忙了，反而經常會變成幫倒忙。 | 布朗歇 |
| 金善映 | 朴達鄉母親 | 在達鄉臨別時，偷偷塞給他一筆盤纏。 |        |
| 禹賢   | 朴悟純     | 朴達鄉父親。聲稱自己是崔鳴吉的遠房親戚，讓達鄉到達漢陽時尋求他的幫助。 |        |
| 朴聖光 | 客棧主人   | 朴達鄉赴漢陽考武舉時投宿的客棧的主人。 |        |
| 姜其永 | 巴郞       | 安珉瑞的奴僕。 |        |
| 秋藝珍 | 譚怡       | 後金商人之女，喜歡朴達鄉。 |        |

### 特別演出
| 演員   | 角色   | 介紹                                                                      |
| 鄭有錫 | 朴趾源 | 正祖4年（1780）出遊燕京時，在紫禁城的藏書庫意外閱讀到朴達鄉所著的回憶錄。 |
| 李準赫 |        | 與朴趾源一同出訪燕京的使臣團一員。                                        |

## 原聲帶
- Part.1（發行日期：2014年10月17日）

| 曲序 | 曲目        | 演唱             | 时长 |
| ---- | ----------- | ---------------- | ---- |
| 1.   | 劍（칼）    | 金勇鎮（김용진） | 3:30 |
| 2.   | 劍（Inst.） |                  | 3:30 |

- Part.2（發行日期：2014年10月24日）

| 曲序 | 曲目          | 演唱        | 时长 |
| ---- | ------------- | ----------- | ---- |
| 1.   | 祈禱（기도）  | Kai（카이） | 4:17 |
| 2.   | 祈禱（Inst.） |             | 4:17 |

- Part.3（發行日期：2014年10月27日）

| 曲序 | 曲目                 | 演唱                        | 时长 |
| ---- | -------------------- | --------------------------- | ---- |
| 1.   | all for one          | NOXX （녹스）（Feat, 딘딘） | 3:05 |
| 2.   | all for one（Inst.） |                             | 3:05 |

- Part.4（發行日期：2014年11月3日）

| 曲序 | 曲目                  | 演唱          | 时长 |
| ---- | --------------------- | ------------- | ---- |
| 1.   | 如花綻放（꽃이 피듯） | Youme（유미） | 3:55 |
| 2.   | 如花綻放（Inst.）     |               | 3:55 |

## 收視率
| 集數 | 播出日期   | 標題                 | AGB全國平均收視率 |
| ---- | ---------- | -------------------- | ----------------- |
| 1    | 2014/08/17 | 初遇                 | 1.820%            |
| 2    | 2014/08/24 | 三劍客               | 1.386%            |
| 3    | 2014/08/31 | 秘密任務             | 1.461%            |
| 4    | 2014/09/07 | 守住敵將龍骨大的首級 | 0.987%            |
| 5    | 2014/09/14 | 決鬥                 | 1.088%            |
| 6    | 2014/09/21 | 都元帥金自點         | 1.007%            |
| 7    | 2014/09/28 | 美寧與香善           | 1.157%            |
| 8    | 2014/10/05 | 世子嬪的心願         | 0.794%            |
| 9    | 2014/10/12 | 即刻處決             | 1.027%            |
| 10   | 2014/10/19 | 我為人人，人人為我   | 1.368%            |
| 11   | 2014/10/26 | 吻                   | 1.758%            |
| 12   | 2014/11/02 | 來自大陸的信         | 1.960%            |
| 平均 | 平均       | 平均                 | 1.318%            |

## 港版(共14集)各集主題
| 集數 | 播放日期  | 主題名稱             |
| 1    | 2016/4/17 | 朴達鄉與三劍客初相識 |
| 2    | 2016/4/17 | 李基達捉拿金自點     |
| 3    | 2016/4/24 | 美寧之死             |
| 4    | 2016/4/24 | 美寧再現             |
| 5    | 2016/5/1  | 追捕龍骨大           |
| 6    | 2016/5/1  | 被藏起的龍骨大       |
| 7    | 2016/5/8  | 朝鮮新勢力           |
| 8    | 2016/5/8  | 美寧的過去           |
| 9    | 2016/5/15 | 玧瑞的心願           |
| 10   | 2016/5/15 | 達鄉被殺             |
| 11   | 2016/5/22 | 假死的達鄉           |
| 12   | 2016/5/22 | 達鄉被救             |
| 13   | 2016/5/29 | 玧瑞要離開了         |
| 14   | 2016/5/29 | 達鄉重遇三劍客       |

## 記事
- 本劇為李陣郁與全盧民繼2013年出演電視劇《Nine：九回時間旅行》後再度合作。

### 引見
1. ↑  . 亞洲日報. 2014-05-23  [2014-06-11]. （原始内容存档于2014-08-09） （中文）.
2. ↑  . KDramaStars. 2014-06-07  [2014-06-11]. （原始内容存档于2014-07-14） （中文（臺灣））.
3. ↑  . 韓星網. 2014-07-25  [2019-01-30]. （原始内容存档于2019-01-30） （中文（臺灣））.
4. ↑  鄭善旭. . 韓星網. 2014-08-12  [2019-01-30]. （原始内容存档于2019-01-30） （中文（臺灣））.
5. ↑  呂京珍. . 韓星網. 2014-12-09  [2019-01-30]. （原始内容存档于2019-01-30） （中文（臺灣））.
6. ↑   [每日收視數據表]. (AGB).   [2019-01-30]. （原始内容存档于2016-06-01） （韩语）.

## 外部連結
- 韓國tvN官方網站[]
- 韓國tvN官方Facebook

| 緬甸 SKYNET國際戲劇台 星期三至四 21:00 - 22:10 | 緬甸 SKYNET國際戲劇台 星期三至四 21:00 - 22:10 | 緬甸 SKYNET國際戲劇台 星期三至四 21:00 - 22:10 |
| ---------------------------------------------- | ---------------------------------------------- | ---------------------------------------------- |
|                                                | 三劍客 （2015年3月5日 - 2015年4月15日）        |                                                |
| 不要戀愛要結婚 （2015年1月8日 - 2015年3月4日） | —                                              |                                                |

| 香港 Now觀星台 周末韓線 星期六、日 20:45 - 22:15 · 1月23日、30日及2月6日 20:45 - 22:00 | 香港 Now觀星台 周末韓線 星期六、日 20:45 - 22:15 · 1月23日、30日及2月6日 20:45 - 22:00 | 香港 Now觀星台 周末韓線 星期六、日 20:45 - 22:15 · 1月23日、30日及2月6日 20:45 - 22:00 |
| -------------------------------------------------------------------------------------- | -------------------------------------------------------------------------------------- | -------------------------------------------------------------------------------------- |
|                                                                                        | 三劍客（原音版） （2016年1月16日 - 2016年2月21日）                                     |                                                                                        |
| 上流社會 （2015年11月21日 - 2016年1月10日）                                            | 奶酪陷阱 （2016年2月27日 - 2016年4月17日）                                             |                                                                                        |
| 香港 ViuTV 星期日 12:30 - 15:00（一連兩集）                                            |                                                                                        |                                                                                        |
| 2016年香港國際七人欖球賽 （2016年4月10日）（12:30-18:00）                              | 三劍客（配音版） （2016年4月17日 - 2016年5月29日）                                     | 命中注定我愛你 （2016年6月5日 - 2016年8月7日）                                         |

| 新加坡 HUB娱家戏剧台 星期六 22:00 - 00:15 | 新加坡 HUB娱家戏剧台 星期六 22:00 - 00:15   | 新加坡 HUB娱家戏剧台 星期六 22:00 - 00:15 |
| ----------------------------------------- | ------------------------------------------- | ----------------------------------------- |
|                                           | 三劍客 （2016年11月12日 - 2016年12月17日）  |                                           |
| 未生 （2016年9月3日 - 2016年11月5日）     | 剩餘公主 （2016年12月24日 - 2017年1月21日） |                                           |